# Jakšići
Jakšići su naselje u Hrvatskoj u sastavu Grada Vrbovskog. Nalaze se u Primorsko-goranskoj županiji.

## Zemljopis
Sjeverozapadno su Bunjevci, Vukelići, Nikšići i Dragovići, južno-jugozapadno su Dokmanovići i Donji Vučkovići, zapadno su Moravice, sjeveroistočno su Međedi i Topolovica.

## Stanovništvo
| broj stanovnika |       |       | 216   | 223   | 201   | 166   | 175   | 216   | 145   | 108   | 103   | 102   | 102   | 76    | 72    | 50    | 42    |
|                 | 1857. | 1869. | 1880. | 1890. | 1900. | 1910. | 1921. | 1931. | 1948. | 1953. | 1961. | 1971. | 1981. | 1991. | 2001. | 2011. | 2021. |